# Европско првенство у атлетици на отвореном 1978 — скок увис за жене
Скок увис у женској конкуренцији на 12. Европском првенству у атлетици 1978. одржано је 30. и 31. августа на Стадион Евжена Рошицкехо у Прагу (Чехословачка) .
Титулу освојену у Риму 1974 бранила је Роземари Акерман из Источне Немачке.

## Земље учеснице
Учествовало је 23 такмичарке из 15 земаља. 
1. Белгија (1)
2. Данска (1)
3. Западна Немачка (3)
4. Источна Немачка (3)
5. Италија (2)
6. Југославија (1)
7. Мађарска (1)
8. Норвешка (1)
9. Пољска (2)
10. Румунија (1)
11. СССР (1)
12. Уједињено Краљевство (1)
13. Холандија (1)
14. Чехословачка (3)
15. Шведска (1)

## Рекорди
| Рекорди пре почетка Европског првенства 1978.     | Рекорди пре почетка Европског првенства 1978. | Рекорди пре почетка Европског првенства 1978. | Рекорди пре почетка Европског првенства 1978. | Рекорди пре почетка Европског првенства 1978. | Рекорди пре почетка Европског првенства 1978. |
| ------------------------------------------------- | --------------------------------------------- | --------------------------------------------- | --------------------------------------------- | --------------------------------------------- | --------------------------------------------- |
| Светски рекорд                                    | Сара Симеони                                  | Италија                                       | 2,01                                          | Бреша, Италија                                | 4. август 1978.                               |
| Европски рекорд                                   | Сара Симеони                                  | Италија                                       | 2,01                                          | Бреша, Италија                                | 4. август 1978.                               |
| Рекорди европских првенстава                      | Роземари Вичас                                | Источна Немачка                               | 1,95                                          | Рим, Италија                                  | 8. септембар 1974.                            |
| Рекорди после завршеног Европског првенства 1978. |                                               |                                               |                                               |                                               |                                               |
| Светски рекорд                                    | Сара Симеони                                  | Италија                                       | 2,01                                          | Праг, Чехословачка                            | 31. август 1978.                              |
| Европски рекорд                                   | Сара Симеони                                  | Италија                                       | 2,01                                          | Праг, Чехословачка                            | 31. август 1978.                              |
| Рекорди европских првенстава                      | Сара Симеони                                  | Италија                                       | 2,01                                          | Праг, Чехословачка                            | 31. август 1978.                              |

## Освајачи медаља
|                        |                                    |                                     |
| Сара Симеони · Италија | Роземари Акерман · Источна Немачка | Бригите Холзапфел · Западна Немачка |

## Сатница
| Датум      | Време | Коло          |
| ---------- | ----- | ------------- |
| 30. август | 10:15 | Квалификације |
| 31. август |       | Финале        |

## Резултати

### Квалификације
У квалификацијама било је 23 такмичарки. Квалификациона норма за финале износила је 1,85 м (КВ) коју су прескочиле 11 такмичарки. У финале су пласирале и 3 на основу резултата (кв).
| Пласман | Група | Атлетичарка        | Земља                | Резултат | Белешке |
| ------- | ----- | ------------------ | -------------------- | -------- | ------- |
| 1.      | -     | Милада Карбанова   | Чехословачка         | 1,85     | КВ, ЛРС |
| 2.      | -     | Роземари Акерман   | Источна Немачка      | 1,85     | КВ      |
| 3.      | -     | Јута Кирст         | Источна Немачка      | 1,85     | КВ      |
| 4.      | -     | Бригите Холзапфел  | Западна Немачка      | 1,85     | КВ      |
| 5.      | -     | Улрике Мајфарт     | Западна Немачка      | 1,85     | КВ      |
| 6.      | -     | Анет Харнак        | Западна Немачка      | 1,85     | КВ, ЛР  |
| 7.      | -     | Снежана Хрепевник  | Југославија          | 1,85     | КВ, ЛР  |
| 8.      | -     | Кристин Ниче       | Источна Немачка      | 1,85     | КВ      |
| 9.      | -     | Лариса Климентенок | СССР                 | 1,85     | КВ, ЛР  |
| 10.     | -     | Сара Симеони       | Италија              | 1,85     | КВ      |
| 11.     | -     | Урсула Киелан      | Пољска               | 1,85     | КВ, ЛРС |
| 12.     | -     | Марија Мрачнова    | Чехословачка         | 1,83     | кв, ЛРС |
| 13.     | -     | Андреа Матаи       | Мађарска             | 1,83     | кв      |
| 14.     | -     | Астрид Твеит       | Норвешка             | 1,83     | кв, ЛРС |
| 15.     | -     | Анет Танандер      | Шведска              | 1,80     |         |
| 16.     | -     | Грит Ејструп       | Данска               | 1,80     | ЛРС     |
| 17.     | -     | Мирјам ван Лар     | Холандија            | 1,75     | ЛРС     |
| 18.     | -     | Марта Рехоровска   | Чехословачка         | 1,75     | ЛР      |
| 19.     | -     | Данута Булковска   | Пољска               | 1,75     | ЛРС     |
| 20.     | -     | Gilian Hitchen     | Уједињено Краљевство | 1,75     | ЛР      |
| 21.     | -     | Корнелија Попе     | Румунија             | 1,75     | ЛРС     |
| 22.     | -     | Ана-Марија Пира    | Уједињено Краљевство | 1,70     | ЛРС     |
| 23.     | -     | Сандра Дини        | Италија              | 1,70     | ЛРС     |

### Финале
Финале је одржано 31. августа 1978. године.
| Пласман | Атлетичарка        | Земља           | Резултат | Белешке                 |
| ------- | ------------------ | --------------- | -------- | ----------------------- |
|         | Сара Симеони       | Италија         | 2,01     | =СР, =ЕР, РЕП, =НР, =ЛР |
|         | Роземари Акерман   | Источна Немачка | 1,99     | ЛРС                     |
|         | Бригите Холзапфел  | Западна Немачка | 1,95     |                         |
| 4.      | Јута Кирст         | Источна Немачка | 1,93     | ЛРС                     |
| 5.      | Улрике Мајфарт     | Западна Немачка | 1,91     |                         |
| 6.      | Андреа Матаи       | Мађарска        | 1,85     | ЛРС                     |
| 7.      | Снежана Хрепевник  | Југославија     | 1,85     | =ЛР                     |
| 8.      | Урсула Киелан      | Пољска          | 1,85     | =ЛРС                    |
| 9.      | Анет Харнак        | Западна Немачка | 1,80     |                         |
| 10.     | Астрид Твеит       | Норвешка        | 1,80     |                         |
| 11.     | Кристин Ниче       | Источна Немачка | 1,80     |                         |
| 12.     | Лариса Климентенок | СССР            | 1,80     |                         |
| 13.     | Марија Мрачнова    | Чехословачка    | 1,80     |                         |
| 14.     | Милада Карбанова   | Румунија        | 1,80     |                         |

## Укупни биланс медаља у скоку увис за жене после 12. Европског првенства 1938—1978.[4]
|     | Земља                |    |    |    |    |
| --- | -------------------- | -- | -- | -- | -- |
| 1.  | Уједињено Краљевство | 2  | 2  | 2  | 6  |
| 2.  | Румунија             | 2  | 2  | 0  | 4  |
| 3.  | СССР                 | 1  | 4  | 1  | 6  |
| 4.  | Чехословачка         | 1  | 1  | 2  | 4  |
| 5.  | Источна Немачка      | 1  | 1  | 0  | 2  |
| 6.  | Италија              | 1  | 0  | 1  | 2  |
| 7.  | Аустрија             | 1  | 0  | 0  | 1  |
| 7.  | Француска            | 1  | 0  | 0  | 1  |
| 7.  | Мађарска             | 1  | 0  | 0  | 1  |
| 10. | Холандија            | 0  | 1  | 0  | 1  |
| 10. | Југославија          | 0  | 1  | 0  | 1  |
| 12. | Данска               | 0  | 0  | 1  | 1  |
| 12. | Немачка              | 0  | 0  | 1  | 1  |
| 12. | Пољска               | 0  | 0  | 1  | 1  |
| 12. | Западна Немачка      | 0  | 0  | 1  | 1  |
|     | Укупно {15}          | 11 | 12 | 10 | 33 |

|    | Атлетичарка      | Земља           |   |   |   |   |
| -- | ---------------- | --------------- | - | - | - | - |
| 1. | Јоланда Балаш    | Румунија        | 2 | 1 | 0 | 3 |
| 2. | Роземари Акерман | Источна Немачка | 1 | 1 | 0 | 2 |
| 2. | Тајсија Ченчик   | Совјетски Савез | 1 | 1 | 0 | 2 |
| 4. | Сара Симеони     | Италија         | 1 | 0 | 1 | 2 |